# EURO 2012 Kvalifikation, Gruppe D
UEFA EURO 2012 Kvalifikation, Gruppe D er den fjerde gruppe ud af ni i kvalifikationen til Europamesterskabet i fodbold 2012 i Polen/Ukraine.

## Slutstillingen
| Forklaring                                                 |
| ---------------------------------------------------------- |
| Kvalificeret direkte til Europamesterskabet i fodbold 2012 |
| Kvalificeret til play-off                                  |

| Pos | Hold                | K  | V | U | T | +  | -  | D   | P  |
| --- | ------------------- | -- | - | - | - | -- | -- | --- | -- |
| 1   | Frankrig            | 10 | 6 | 3 | 1 | 15 | 4  | +11 | 21 |
| 2   | Bosnien-Hercegovina | 10 | 6 | 2 | 2 | 17 | 8  | +9  | 20 |
| 3   | Rumænien            | 10 | 3 | 5 | 2 | 13 | 9  | +4  | 14 |
| 4   | Hviderusland        | 10 | 3 | 4 | 3 | 8  | 7  | +1  | 13 |
| 5   | Albanien            | 10 | 2 | 3 | 5 | 7  | 14 | -7  | 9  |
| 6   | Luxembourg          | 10 | 1 | 1 | 8 | 3  | 21 | -18 | 4  |

## Kampprogram og resultater
Kampprogrammet for Gruppe D blev aftalt mellem deltagerne ved et møde i Luxembourg 19. february 2010.
| 3. september 2010 21:00 UTC+3 |

| Rumænien   | 1 – 1   | Albanien     |
| ---------- | ------- | ------------ |
| Stancu 80' | rapport | Muzaka 87' · |

| Stadionul Ceahlăul, Piatra Neamţ Tilskuere: 13,400 Dommer: Robert Schörgenhofer (Østrig) |

| 3. september 2010 20:15 UTC+2 |

| Luxembourg | 0 – 3   | Bosnien-Hercegovina                   |
| ---------- | ------- | ------------------------------------- |
|            | rapport | Ibričić 6' · Pjanić 12' · Džeko 16' · |

| Stade Josy Barthel, Luxembourg Tilskuere: 7,327 Dommer: Veaceslav Banari (Moldova) |

| 3. september 2010 21:00 UTC+2 |

| Frankrig | 0 – 1   | Hviderusland  |
| -------- | ------- | ------------- |
|          | rapport | Kislyak 86' · |

| Stade de France, Saint-Denis Tilskuere: 76,395 Dommer: William Collum (Skotland) |

| 7. september 2010 20:30 UTC+3 |

| Hviderusland | 0 – 0   | Rumænien |
| ------------ | ------- | -------- |
|              | rapport |          |

| Dinamo Stadium, Minsk Tilskuere: 26,354 Dommer: Pavel Kralovec (Tjekkiet) |

| 7. september 2010 20:15 UTC+2 |

| Albanien   | 1 – 0   | Luxembourg |
| ---------- | ------- | ---------- |
| Salihi 37' | rapport |            |

| Qemal Stafa, Tirana Tilskuere: 10,000 Dommer: Richard Trutz (Slovakiet) |

| 7. september 2010 21:00 UTC+2 |

| Bosnien-Hercegovina | 0 – 2   | Frankrig                    |
| ------------------- | ------- | --------------------------- |
|                     | rapport | Benzema 72' · Malouda 78' · |

| Asim Ferhatović Hase Stadium, Sarajevo Tilskuere: 28,000 Dommer: Felix Brych (Tyskland) |

| 8. oktober 2010 20:15 UTC+2 |

| Luxembourg | 0 – 0   | Hviderusland |
| ---------- | ------- | ------------ |
|            | rapport |              |

| Stade Josy Barthel, Luxembourg Tilskuere: 1,857 Dommer: Aleksandar Stavrev (Makedonien) |

| 8. oktober 2010 20:30 UTC+2 |

| Albanien   | 1 – 1   | Bosnien-Hercegovina |
| ---------- | ------- | ------------------- |
| Duro 45+2' | rapport | Ibišević 21' ·      |

| Qemal Stafa, Tirana Tilskuere: 14,220 Dommer: Kristinn Jakobsson (Island) |

| 9. oktober 2010 21:00 UTC+2 |

| Frankrig                  | 2 – 0   | Rumænien |
| ------------------------- | ------- | -------- |
| Rémy 83' · Gourcuff 90+3' | rapport |          |

| Stade de France, Saint-Denis Tilskuere: 79,299 Dommer: Pedro Proença (Portugal) |

| 12. oktober 2010 20:30 UTC+3 |

| Hviderusland               | 2 – 0   | Albanien |
| -------------------------- | ------- | -------- |
| Rodionov 10' · Krivets 77' | rapport |          |

| Dinamo Stadium, Minsk Tilskuere: 7,000 Dommer: Peter Rasmussen (Danmark) |

| 12. oktober 2010 21:00 UTC+2 |

| Frankrig                   | 2 – 0   | Luxembourg |
| -------------------------- | ------- | ---------- |
| Benzema 22' · Gourcuff 76' | rapport |            |

| Stade Saint-Symphorien, Metz Tilskuere: 24,710 Dommer: Matej Jug (Slovenien) |

| 25. marts 2011 21:00 UTC+1 |

| Luxembourg | 0 – 2   | Frankrig                   |
| ---------- | ------- | -------------------------- |
|            | rapport | Mexès 28' · Gourcuff 72' · |

| Stade Josy Barthel, Luxembourg Tilskuere: 8,052 Dommer: Tom Harald Hagen (Norge) |

| 26. marts 2011 19:15 UTC+1 |

| Bosnien-Hercegovina      | 2 – 1   | Rumænien     |
| ------------------------ | ------- | ------------ |
| Ibišević 63' · Džeko 83' | rapport | Marica 29' · |

| Bilino Polje, Zenica Tilskuere: 13,000 Dommer: Fernando Teixeira Vitienes (Spanien) |

| 26. marts 2011 20:00 UTC+1 |

| Albanien   | 1 – 0   | Hviderusland |
| ---------- | ------- | ------------ |
| Salihi 62' | rapport |              |

| Qemal Stafa, Tirana Tilskuere: 13,826 Dommer: Markus Strömbergsson (Sverige) |

| 29. marts 2011 19:45 UTC+3 |

| Rumænien                 | 3 – 1   | Luxembourg   |
| ------------------------ | ------- | ------------ |
| Mutu 24', 68' · Zicu 78' | rapport | Gerson 22' · |

| Ceahlăul Stadium, Piatra Neamţ Tilskuere: 13,500 Dommer: Hüseyin Göçek (Tyrkiet) |

| 3. juni 2011 21:00 UTC+3 |

| Rumænien                   | 3 – 0   | Bosnien-Hercegovina |
| -------------------------- | ------- | ------------------- |
| Mutu 37' · Marica 41', 55' | rapport |                     |

| Stadionul Giuleşti-Valentin Stănescu, Bukarest Tilskuere: 8,200 Dommer: Jonas Eriksson (Sverige) |

| 3. juni 2011 21:50 UTC+3 |

| Hviderusland     | 1 – 1   | Frankrig      |
| ---------------- | ------- | ------------- |
| Abidal 20' (sm.) | rapport | Malouda 22' · |

| Dinamo Stadium, Minsk Tilskuere: 26,500 Dommer: David Fernández Borbalán (Spanien) |

| 7. juni 2011 20:00 UTC+3 |

| Hviderusland                        | 2 – 0   | Luxembourg |
| ----------------------------------- | ------- | ---------- |
| Kornilenko 48' (str.) · Putsila 73' | rapport |            |

| Dinamo Stadium, Minsk Tilskuere: 9,500 Dommer: Anar Salmanov (Aserbajdsjan) |

| 7. juni 2011 20:15 UTC+2 |

| Bosnien-Hercegovina            | 2 – 0   | Albanien |
| ------------------------------ | ------- | -------- |
| Medunjanin 67' · Maletić 90+1' | rapport |          |

| Bilino Polje, Zenica Tilskuere: 9,000 Dommer: Kevin Blom (Holland) |

| 2. september 2011 19:30 UTC+2 |

| Luxembourg | 0 – 2   | Rumænien         |
| ---------- | ------- | ---------------- |
|            | rapport | Torje 34', 45' · |

| Stade Josy Barthel, Luxembourg Tilskuere: 2,812 Dommer: Sergei Karasev (Russia) |

| 2. september 2011 20:30 UTC+3 |

| Hviderusland | 0 – 2   | Bosnien-Hercegovina                     |
| ------------ | ------- | --------------------------------------- |
|              | rapport | Salihović 21' (str.) · Medunjanin 24' · |

| Dinamo Stadium, Minsk Tilskuere: 28,500 Dommer: Viktor Kassai (Ungarn) |

| 2. september 2011 21:00 UTC+2 |

| Albanien    | 1 – 2   | Frankrig                   |
| ----------- | ------- | -------------------------- |
| Bogdani 46' | rapport | Benzema 11' · M'Vila 18' · |

| Qemal Stafa, Tirana Tilskuere: 15,600 Dommer: Aleksei Nikolaev (Rusland) |

| 6. september 2011 20:15 UTC+2 |

| Bosnien-Hercegovina | 1 – 0   | Hviderusland |
| ------------------- | ------- | ------------ |
| Misimović 87'       | rapport |              |

| Bilino Polje, Zenica Tilskuere: 12,000 Dommer: Martin Atkinson (England) |

| 6. september 2011 20:15 UTC+2 |

| Luxembourg                | 2 – 1   | Albanien      |
| ------------------------- | ------- | ------------- |
| Bettmer 27' · Joachim 78' | rapport | Bogdani 64' · |

| Stade Josy Barthel, Luxembourg Tilskuere: 2,132 Dommer: Petteri Kari (Finland) |

| 6. september 2011 21:30 UTC+3 |

| Rumænien | 0 – 0   | Frankrig |
| -------- | ------- | -------- |
|          | rapport |          |

| Stadionul Naţional, Bucharest Tilskuere: 49,137 Dommer: Howard Webb (England) |

| 7. oktober 2011 20:00 UTC+2 |

| Bosnien-Hercegovina                                                 | 5 – 0   | Luxembourg |
| ------------------------------------------------------------------- | ------- | ---------- |
| Džeko 12' · Misimović 15', 22' (str.) · Pjanić 36' · Medunjanin 51' | rapport |            |

| Bilino Polje, Zenica Tilskuere: 12,000 Dommer: Simon Lee Evans (Wales) |

| 7. oktober 2011 21:30 UTC+3 |

| Rumænien             | 2 – 2   | Hviderusland                  |
| -------------------- | ------- | ----------------------------- |
| Mutu 19', 51' (str.) | rapport | Kornilenko 45' · Drahun 82' · |

| Stadionul Naţional, Bukarest Tilskuere: 29,486 Dommer: Alan Kelly (Irland) |

| 7. oktober 2011 21:00 UTC+2 |

| Frankrig                                | 3 – 0   | Albanien |
| --------------------------------------- | ------- | -------- |
| Malouda 11' · Rémy 37' · Réveillère 66' | rapport |          |

| Stade de France, Saint-Denis Tilskuere: 65,239 Dommer: Michael Koukoulakis (Grækenland) |

| 11. oktober 2011 20:00 UTC+2 |

| Albanien   | 1 – 1   | Rumænien     |
| ---------- | ------- | ------------ |
| Salihi 24' | rapport | Luchin 77' · |

| Qemal Stafa, Tirana Tilskuere: 3,000 Dommer: Gediminas Mažeika (Litauen) |

| 11. oktober 2011 21:00 UTC+2 |

| Frankrig         | 1 – 1   | Bosnien-Hercegovina |
| ---------------- | ------- | ------------------- |
| Nasri 78' (str.) | rapport | Džeko 40' ·         |

| Stade de France, Saint-Denis Tilskuere: 78,467 Dommer: Craig Thomson (Skotland) |

## Målscorere
5 mål
- Adrian Mutu

4 mål
- Edin Džeko

3 mål
| - Hamdi Salihi - Haris Medunjanin - Zvjezdan Misimović | - Karim Benzema - Yoann Gourcuff | - Florent Malouda - Ciprian Marica |

2 mål
| - Erjon Bogdani - Sergei Kornilenko | - Vedad Ibišević - Miralem Pjanić | - Loïc Rémy - Gabriel Torje |

1 mål
| - Klodian Duro - Gjergji Muzaka - Stanislaw Drahun - Syarhey Kislyak - Sergey Krivets - Anton Putsila - Vitali Rodionov | - Senijad Ibričić - Darko Maletić - Sejad Salihović - Philippe Mexès - Yann M'Vila - Samir Nasri - Anthony Réveillère | - Gilles Bettmer - Aurélien Joachim - Lars Gerson - Srdjan Luchin - Bogdan Stancu - Ianis Zicu |

1 selvmål
- Éric Abidal (spillet mod Hviderusland)

## Tilskuere
| Hold                | Højeste | Laveste | I alt   | Gennemsnit |
| ------------------- | ------- | ------- | ------- | ---------- |
| Albanien            | 15,600  | 3,000   | 56,646  | 11,329     |
| Hviderusland        | 44,185  | 24,231  | 174,285 | 34,857     |
| Bosnien-Hercegovina | 28,000  | 9,000   | 74,000  | 14,800     |
| Frankrig            | 79,299  | 24,710  | 324,110 | 64,822     |
| Luxembourg          | 8,052   | 1,857   | 22,180  | 4,436      |
| Rumænien            | 49,137  | 8,200   | 113,723 | 22,745     |